# عرض (جغرافيا)

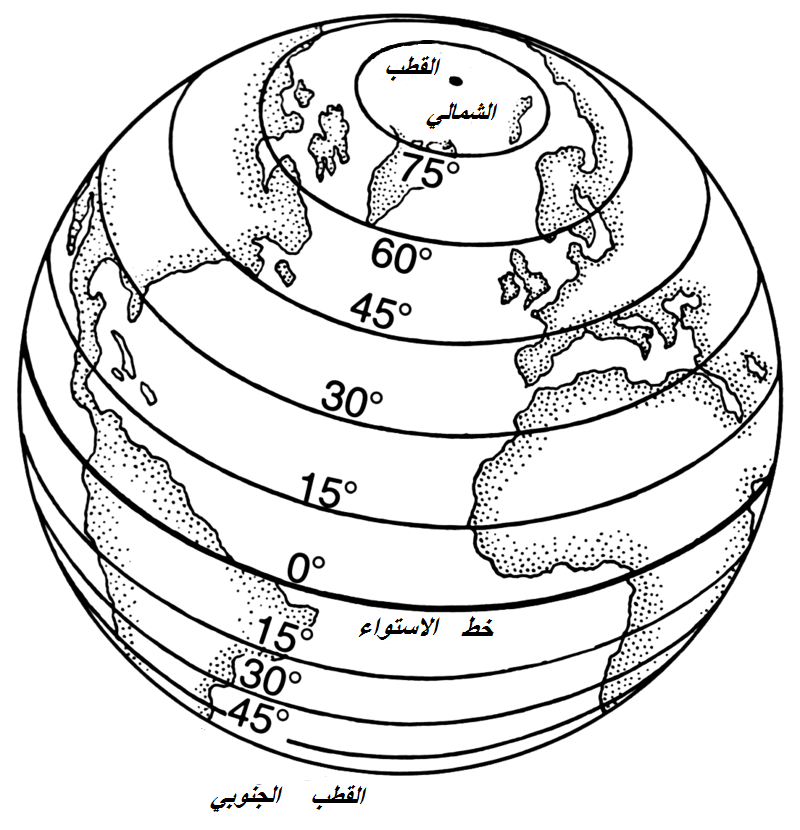
دوائر العرض

في الجغرافيا، العَرْض أو العرض الجغرافي هو إحداثي يحدد موقع نقطة على سطح الأرض شمالًا أو جنوبًا؛ بتعبيرٍ آخر، العرض هو قياس زاوية بين شاقول المكان ومستوى خط الاستواء، تتراوح قيمته من -90 درجة عند القطب الجنوبي إلى 90 درجة عند القطب الشمالي، مع 0 درجة عند خط الاستواء، تعادل كل درجة 111 كم على سطح الأرض؛ يشار إلى العرض بالحرف اليوناني الصغير في (ϕ أو φ). دوائر العرض، التي يشار إليها أيضًا بخطوط العرض، هي دوائر وهمية توازي خط الاستواء. يُستخدم العرض والطول معًا إحداثيينٍ لتحديد موقع على سطح الأرض.

## التسمية
يعود المصطلح العربي "العرض" بهذا المعنى إلى عصر الحضارة الإسلامية، ووفق معجم الدوحة التاريخي للغة العربية، فإن أقدم ذكر لهذا المصطلح جاء في عام 221 هـ الموافق لـ 836 م في «كتاب صورة الارض: من المدن والجبال والبحار والجزائر والأنهار» للخوارزمي، حيث جاء فيه:

## طول خط الطول

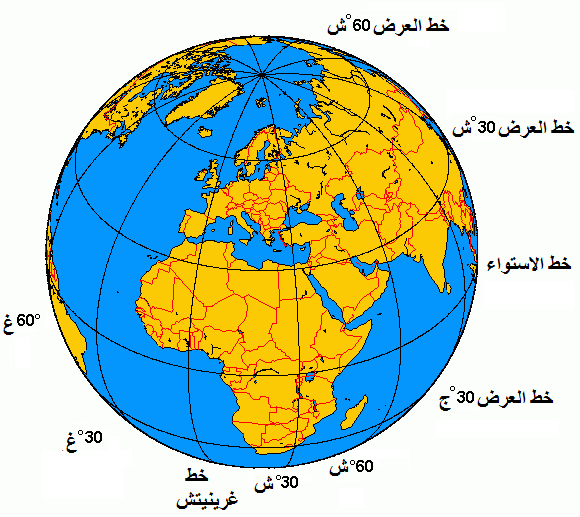
خطوط الطول والعرض تتقاطع بزوايا قائمة تقريبا.

المسافة بين خطوط الطول المتتالية ليست متساوية لأن خطوط الطول تتجمع في القطب الشمالي والقطب الجنوبي بينما تصل إلى أكبر مسافة بينها عند خط الاستواء (انظر الشكل). أما المسافة بين دوائر العرض فهي متساوية تقريبا وتعادل نحو 111 كيلومتر. الأرض لها شكل كرواني مفلطح، فهي مُنضغِطَة قليلا عند القطبين ومُنتَفِخَة عند خط الاستواء؛ طول درجة من خط الطول يقل تدريجيًّا بالحركة مِن خط الاستواء (خط العرض = 0 °) إلى القطب (خط العرض = 90 درجة).
العمود الثاني من الجدول يعطي تقريبا للمسافة بين خطي طول متتاليين، اعتمادًا على خطوط العرض التي يقع بينها. فعند دائرة الاستواء تكون المسافة بين خطي الطول المتتاليين هو 111 كيلومتر تقريبا وتقل كلما اتجهنا شمالا أوجنوبا، حيث تبلغ عند دائرة العرض°45 (شمالا أو جنوبا) حوالي 78 كيلومتر وعند°75 تصبح 29 كيلومترا، وأخيرا عند دائرة العرض 90 أي عند أقصى القطب تصبح المسافة بين خطي الطول المتتاليين يساوي صفرًا.
مُلاحَظَة:- مُحيط دائرة العرض = مُحيط دائرة الاستواء مضروبا في جيب تمام قيمة رقم دائرة العرض، مع فروق طفيفة بسبب أن الأرض ليست كروية تماما.
| {\displaystyle \phi } | {\displaystyle \Delta _{\rm {LAT}}^{1}} | {\displaystyle \Delta _{\rm {LONG}}^{1}} |
| --------------------- | --------------------------------------- | ---------------------------------------- |
| 0°                    | 110.574 كم                              | 111.320 كم                               |
| 15°                   | 110.649 كم                              | 107.550 كم                               |
| 30°                   | 110.852 كم                              | 96.486 كم                                |
| 45°                   | 111.132 كم                              | 78.847 كم                                |
| 60°                   | 111.412 كم                              | 55.800 كم                                |
| 75°                   | 111.618 كم                              | 28.902 كم                                |
| 90°                   | 111.694 كم                              | 0.000 كم                                 |

خوارزمية متاحة من وكالة الاستخبارات القومية الجيو- فضائية (NGA) 1.